# Czyrgaky
Czyrgaky (ros. Чыргакы) – wieś w Rosji, w Tuwie, w kożuunie dzun-chiemczickim. W 2010 liczyła 794 mieszkańców.